# 루이 1세 드 몽팡시에 백작

루이 1세 드 몽팡시에(Louis Ier de Montpensier)는 몽팡시에 백작이다. 장 1세 드 부르봉 공작과 마리 드 베리 공녀의 셋째 아들로 태어났다. 후에 작위는 아들 질베르가 잇게 된다. 부르봉 가문의 부르봉-몽팡시에 분파를 설립했고, 이를 통해 결국 1505년에 공국을 인수하게 되었다.

## 같이 보기
- 부르봉 공작